# Танкова дивизия Клаузевиц
Танкова дивизия „Клаузевиц“ (на немски: Panzer Division Clausewitz) е последната танкова дивизия, сформирана от Нацистка Германия през Втората световна война.

## История
Танкова дивизия „Клаузевиц“ е сформирана на 6 април 1945 г. по заповед на генерал-инспекторът на танковите войски. Това става в района на Лауенбург/Елба, в тила на група армии H. Войниците и поддържащите части са получени от различни източници. Щабът на дивизията идва от танкова дивизия „Холщайн“, а за командващ на дивизията е назначен генерал-лейтенант Мартин Унрайн. Включва остатъците от 106-а танкова бригада „Фелдернале“, голяма част от която е унищожена в Рурския чувал; 2-ри батальон от 1-ви танков полк „Фелдернале“ разположен в тренировъчния лагер край Берген; запасния и тренировъчния танково-гренадирски полкове от Магдебург и Пархим; 42-ри танково-гренадирски полк идващ от Дания; батальон щурмови оръдия „Гросдойчланд“ и бойна група „Бенингсен“ съставена от няколко формации от танковото училище (Panzer Gunnery School) в Плутос. Формациите в състава на дивизия „Клаузевиц“ са съставени основно от момчета от Хитлерюгенд.

## Бойна история
На 13 април 1945 г. се танкова дивизия „Клаузевиц“ се сблъсква с британската 15-а шотландска дивизия в южния край на Юлцен-Версен. Унищожени се няколко противникови танка, а танково-гренадирския батальон на дивизията успява да атакува шотландците във фланга като им нанася тежки загуби. На следващия ден дивизията атакува на юг в посока планините Харц. Крайната цел е дивизията да вземе участие в опита да бъде пробита обсадата на Берлин.
На 15 април 1945 г. танк Тигър разбива британски формации край Нетелкамп. На 19 април един танк Тигър спира настъплението на 3-ти кралски танков полк в посока Сасендорф. На 1 май същата машина унищожава два съюзнически танка, отново от 3-ти кралски танков полк, в североизточния край на Шварценбек преди да бъде уцелен и унищожен.
На 16 април 1945 г. бойна група Бенингсен се присъединява към дивизията. През нощта на 19 април 1945 г. формацията губи контакт с останалите елементи на танкова дивизия „Клаузевиц“ напредващи към Линдхоф. Въпреки това успява да обходи американската блокираща формация откъм фланга и да я унищожи. Благодарение на това бойната група от 39-и танков корпус, с командир генерал на танковите войски Декер успява да се изтегли горите край Ера-Лесиен.
На 20 април 1945 г. започва подготовка за атака срещу единствения здрав мост над канал Весер-Елба край Фалерслебен. Когато достигат канала водещите бронирани машини се сблъскват с противотанково оръдие и водещия танк е унищожен. Два танка Пантера екипирани с инфрачервени уреди за нощно наблюдение унищожават оръдието и овладяват моста. В града един от танковете Тигър се натъква на противотанкова мина и е обездвижен.
С последните танкове е проведена атака в посока Емен. Избегната е презареждаща с гориво американска танкова рота. Колоната напредва през Дещет в посока планините Елм. На 21 април 1945 г. танкова дивизия Клаузевиц е обградена от американската 5-а бронетанкова дивизия. Унрайн решава да раздели формацията на групи от по 10 – 12 души, които да се опитат да достигнат позициите на 12-а армия. Част от тях достигат Примиц на Елба, където се предават. Унрайн е пленен на 24 април от американски разузнавателен патрул.

## Основни формации
- Танков полк „Клаузевиц“
- 2-ри танков полк „Фелдернале 1“
- 1-ви танково-гренадирски полк „Клаузевиц“
- 2-ри танково-гренадирски полк „Клаузевиц“
- Противотанков батальон „Клаузевиц“